# Strophomenia lacazei
Strophomenia lacazei is een Solenogastressoort uit de familie van de Strophomeniidae. De wetenschappelijke naam van de soort is voor het eerst geldig gepubliceerd in 1899 door Pruvot.